# Gephyrocapsa huxleyi
A Gephyrocapsa huxleyi, korábban Emiliania huxleyi a Haptophytina altörzs Isochrysidales rendjébe tartozó faja. A sarkoktól az Egyenlítőig világszerte megtalálható, és az óceáni ökoszisztéma fontos faja. A Prymnesiophyceae, melynek a G. huxleyi is tagja, a szén tengeri biológiai körforgásának közel 50%-át, a tengeri kalcium-karbonát-termelés közel harmadát adja.
A Gephyrocapsa huxleyi egysejtű fitoplankton, melyet mikroszkopikus kalcitkorongok (kokkolit) fednek. A Haptophyta legjelentősebb tagja, névadója Thomas Henry Huxley, brit kutató.
Klimatológiai relevanciája miatt 2009-ben a Német Botanikai Társaság az Év Algájának választotta.

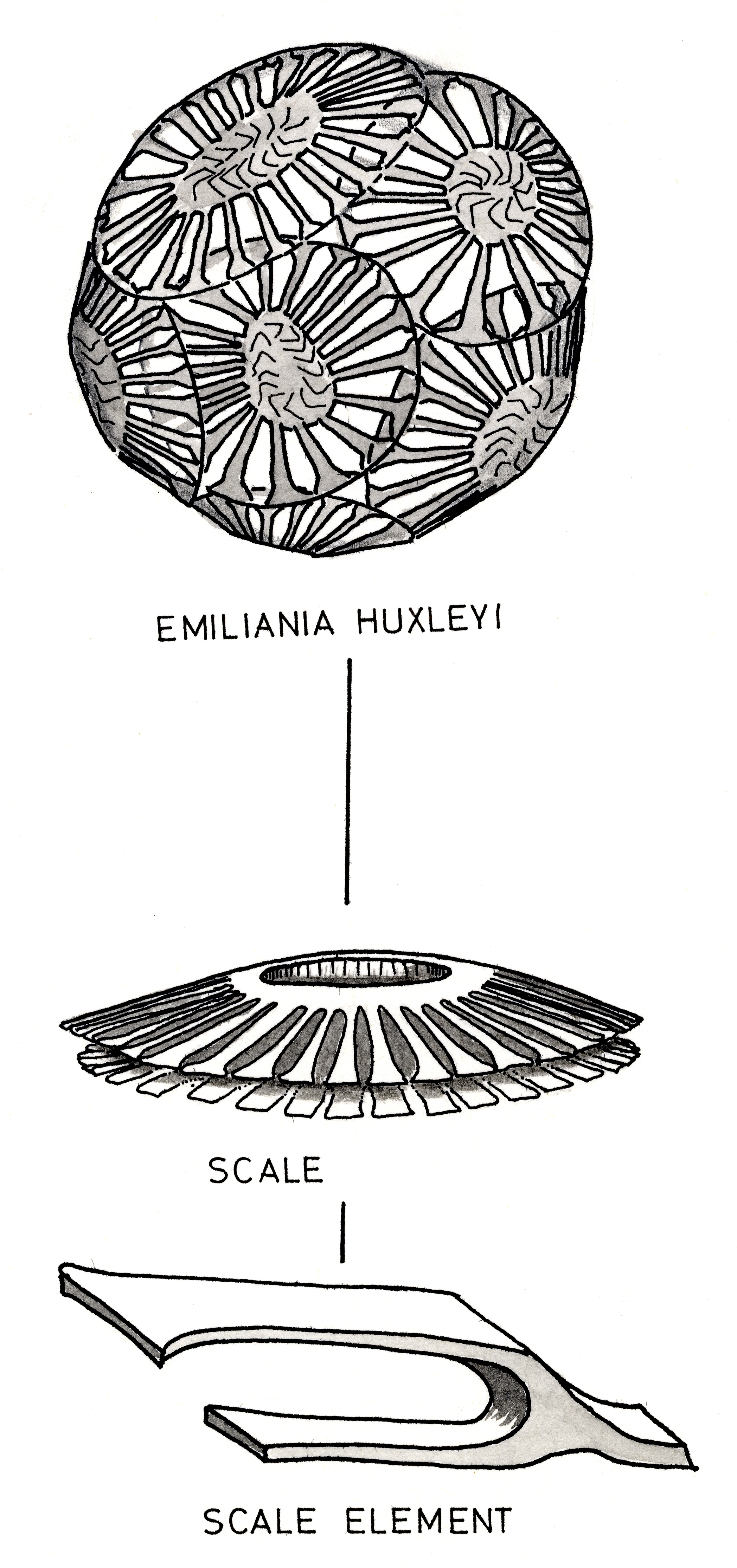
A G. huxleyi héjszerű páncélja

## Kokkoszféra
Kokkoszférája tömege átlagosan mintegy 40–50 pg, egy kokkolit mintegy 1,5–3 pg. Mivel a felszíni tengervíz pH-ja 0,1-del csökkent az ipari forradalom óta, és a CaCO3-telítettség is jelentősen csökkent, a Haptistát jelentősen érintheti a savasodás. Számos kutatás irányult a savasodás meszesedésre gyakorolt hatására, különösen a G. huxleyi terén.
Egy kokkolit mintegy 3,2 μm hosszú és 2,2–2,8 μm széles, központi tubulusa pedig 0,4 μm.

### Morfotípusok
A G. huxleyinak 3 fő morfotípusát különböztetik meg vizuális alapon (A, B, C), ezek közt az A-ból ismert normálisan és a normálisnál jobban meszesedő változata.

#### Kalcittartalom
Young és Ziveri 2000-es tanulmányában az „A” és „B” típus kokkolittömegét hasonlónak találta, noha a „B” érzékenyebbnek tűnt, Von Dassow et al. 2018-as tanulmánya pedig a normálisnál jobban meszesedőnek tűnő kokkolitokkal rendelkező 2 törzsből csak egynél mutatott ki a többinél nagyobb kalcittartalmat.

#### Formai hibák
Feng 2014-es, illetve Feng et al. 2016-os kutatásai egyaránt azt mutatták ki, hogy a kalcittartalmat a formai hibák nem befolyásolják jelentősen a G. huxleyiban.

## Ivaros szaporodás
3 állapota lehetséges, ezek a nem mozgó csupasz N-sejtek, a pikkelyes mozgó rajzósejtek (S-sejtek) és a kokkolittal rendelkező sejtek (C-sejtek). Előbbi két sejt utóbbiból jön létre, azonban kapcsolataik nem ismertek, az S-sejtek ivarsejtek lehetnek, de nem ismert, hogy a G. huxleyi egy- vagy kétlaki, ahogy az sem, hogy a rajzósejtek egyesülnek-e.
A diploid sejtek haploiddá alakulása az ivarsejteket (spermium és petesejt) a testi sejtektől megkülönböztető jelleghez hasonlít, ezért a Station Biologique de Roscoff vizsgálta, hogy az ivaros szaporodás vírussal szembeni védekező stratégia adaptációja-e.

## Élőhely
Megtalálható tápanyagban gazdag feláramló régiókban és tápanyagban szegény oligotróf vizekben egyaránt.

### Morfotípus szerint
Az „A” morfotípus az Északi-Atlanti-óceán, a „B” és „C” pedig a Patagóniai-selfhez közeli területek virágzásaiban a leggyakoribb, ami a kalcittermelés különbségeire vezethető vissza, a chilei feláramlási zónánál az „A” morfotípus és annak normálisnál jobban meszesedő változatának gyakoribbá válása összefügg a kokkolittömeg növekedésével.

## Virágzás
A G. huxleyi algavirágzása hatalmas, akár 100 000 km2 feletti területeket is lefedhet, és minden évben bekövetkezik.

## Parazitái

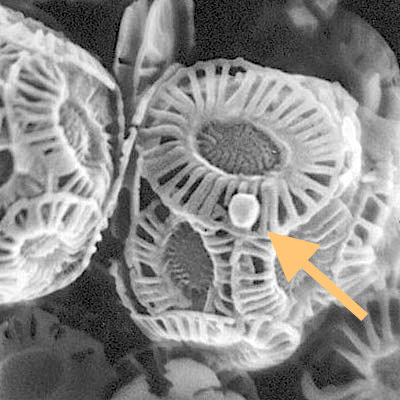
Óriási Coccolithovirus EhV-86 (nyíllal) fertőzött G. huxleyiban

A G. huxleyit a Coccolithovirus Emiliania huxleyi virus 86 (EhV-86) fertőzi, ez a Phycodnaviridae családba tartozó óriásvírus. Egyes tagjai rezisztensek erre a vírusra, ezt a rezisztenciaspecifikus glikoszfingolipidek határozzák meg, korábbi kutatásokban a ploiditásra, a törzsek genomikai és transzkriptomikai különbségére hivatkoztak. Schleyer et al. az EhV201 jelenléte és hiánya alapján vizsgálta a lipidomot, 2 rezisztens G. huxleyi-törzset (373 és 379) és 6, csak rezisztens törzsekben előforduló glikoszfingolipidet azonosított. Ezek nyílt tengeri algavirágzásban használhatók rezisztenciakimutatásra.
Az Oxyrrhis marina kisebb arányban eszik fertőzött G. huxleyit, mint nem fertőzöttet, azonban a fertőzöttek hatására 30–91,3%-kal gyorsabban növekszik.

## Alkenonok
A G. huxleyi az Isochrysidales több másik tagjához hasonlóan hosszú alkenonokat (telítetlen metil- vagy etil-ketonokat) termelhet.

## Genetika
Genomját 2013-ban szekvenálták, ezzel az első szekvenált Haptophytina-faj. 61 lehetséges miRNS-e van, ebből 18 feltehetően G. huxleyi-specifikus, 15 állati, 3 növényi miRNS homológja. Legalább 4 specifikus miRNS-hez tartozik miRNS*-szekvencia.

## Jelentőség
A Gephyrocapsa huxleyi a kokkolitképző fajok virágzásának tanulmányozására használható modellszervezet.

## Fordítás
- Ez a szócikk részben vagy egészben  a   Gephyrocapsa huxleyi című német Wikipédia-szócikk ezen változatának fordításán alapul.  Az eredeti cikk szerkesztőit annak laptörténete sorolja fel. Ez a jelzés csupán a megfogalmazás eredetét és a szerzői jogokat jelzi, nem szolgál a cikkben szereplő információk forrásmegjelöléseként.
- Ez a szócikk részben vagy egészben  a   Gephyrocapsa huxleyi című angol Wikipédia-szócikk ezen változatának fordításán alapul.  Az eredeti cikk szerkesztőit annak laptörténete sorolja fel. Ez a jelzés csupán a megfogalmazás eredetét és a szerzői jogokat jelzi, nem szolgál a cikkben szereplő információk forrásmegjelöléseként.